# Тшциниця-Воловська
Тшциниця-Воловська (пол. Trzcinica Wołowska) — село в Польщі, у гміні Вінсько Воловського повіту Нижньосілезького воєводства.
У 1975-1998 роках село належало до Вроцлавського воєводства.